# Kuniba-kai
Kuniba-kai (国場会) är en homogen grupp karatestilar, baserade på Motobu-ha Karate-dō, en gren inom grundskolan Shitō-ryū, vilken Kuniba Shōgō blev sōke för 1957.
Shōgō Kuniba var tredje sōke för Seishinkai och Kokuba Kōseis son, som 1983 flyttade till Portsmouth VA. Hans amerikanska dōjō, som separerades från Seishinkai efter hans död 1992, hade sedan tidigare gjort sig känd som Kuniba-kai. Denna grupp, numera ledd av Shōgōs son Kōzō Kuniba, är den som för närvarande formellt företräder Motobu-ha stilen av Shitō-ryū.

## Vidare internationell verksamhet
Kuniba-kai hade fått en betydande internationell spridning redan genom Kuniba Shōgōs försorg, exempelvis till Indien och Storbritannien.

### Svenska utlöpare
Redan 1983 blev Tamas Weber utnämnd till Honbuchō för Europa och Mellanöstern inom Seishinkai Shitō Ryū Motobu Ha. Utnämningen gjordes av Kuniba Shōgō, som samtidigt graderar Weber till hans 7:e dangrad. 1985 inviterar Weber Kuniba till dennes första besök i Europa och genomför ett gemensamt träningsläger och uppvisningar på flera ställen i Sverige och ute i Europa. Med på lägret var bland andra Johan Backteman, en av Webers elever, som senare blev Honbuchō för Sverige inom Kunibakai, som formellt skapades efter att Seishinkai försvann några år efter Kunibas Shōgōs död 1992, då även Weber återigen valde ett nytt spår.
I Sverige verkar Svenska Kuniba Kai med den utmärkande metoden att träna Kuniba-ryū Goshindō tillsammans med Shitō-ryū Motobu-ha. En gradering i karate innefattar också självförsvar med en eller flera goshindō-tekniker. Det betyder att 9 kyū gult bälte i Karate automatiskt är samma grad i goshindō.  Goshindōn anses ge en djupare förståelse för karaten och är i många fall en tillämpning av karatens tekniker.
Dessa innebär bland annat ett eget urval av kator, där den grundläggande Gohō No Uke tar upp de fem komponenter, som Mabuni Kenwa hade satt upp för Shitō-ryū som elementära. Två exempel till på samma nivå är Kuniba-has Shi Hō no Hō (fyra vägars trick) och Enpi Roppō (armbåge sex vägar), den senare med ursprung i Okinawa-te. Efter dessa följer Chi no kata (jordens kata) även den från Okinawa. Ten No Kata (himlens kata) kommer från Motobu-ha. 
I nästa steg finns ytterligare en serie kator av Kunibas egen tillverkning, Jin No Kata 1-12 (folkets kata) med avslutande nr 17, Jin no Kata Jūnana.
Vissa möjligheter ges även att träna kobudō och iaidō i form av Kuniba-ryū, dock inte för att bli beroende av redskapen, utan för att få insikter i hur de hanteras. Kobudōn är egentligen Ryukyu kobujutsu och Kuniba-ryū iaidō hämtar sina grunder från Mugai-ryū, från vilken den dock skiljer sig i flera avseenden. Kunskap om hur en situation med tillhygge ska mötas, minskar risken att bli träffad. Även denna träningen ger styrka i leder och muskler och kan stärka psyket.
Wakajishi karateklubb på Södermalm i Stockholm tillhör stilorganisationerna Kuniba Kai International och Svenska Kuniba Kai med Ky Buon Tang som Hanshi i Kuniba Kai med A-licens som internationell instruktör. I februari 2012 liksom i augusti 2013 hade Svenska Kuniba Kai besök av sin Sōke Kōzō Kuniba med träningsläger och graderingar. Den 17 mars blev Wakajishi utsedd till 2011 års Bästa karateklubb år på SKF:s förbundsstämma.